# 피어라돈 참랏사미
피어라돈 참랏사미(태국어: พีรดนย์ ฉ่ำรัศมี, 1992년 9월 5일~)는 태국의 축구 선수로, 포지션은 미드필더. 현재 타이 리그 1의 부리람 유나이티드 FC와 태국 축구 국가대표팀 소속으로 활동하고 있다.